# 牛蘭 (清朝)
牛蘭（?—?），直隸省河間府獻縣人，清朝政治人物、同進士出身。
光緒二十九年（1903年），参加光緒癸卯科殿試，登進士三甲第1名。同年閏五月，以主事分部学习。